# Claudio Yacob
Claudio Ariel Yacob (Carcarañá, 18 luglio 1987) è un calciatore argentino, centrocampista svincolato.
È soprannominato La Flaca (in italiano La Magra). Possiede il passaporto spagnolo.

## Caratteristiche tecniche
È un centrocampista completo e di personalità, carattere e freddezza, abile sia a livello tattico, sia a livello tecnico. Tatticamente, oltre a fornire equilibrio alla squadra, è particolarmente attento alla fase difensiva, a cui abbina puntualità nelle chiusure, pressing e recupero di palloni (è abile nei contrasti); ma sa muoversi anche in fase offensiva poiché è capace di frenare l'azione degli avversari, facendo filtro quando serve e partecipando all'organizzazione della manovra per mezzo dei suoi passaggi semplici e ordinati e della sua visione di gioco; è affidabile e disciplinato.
Tecnicamente è bravo nelle palle alte poiché possiede una buona elevazione, e fa della concretezza un suo punto di forza; possiede anche un potente tiro dalla lunga distanza, forza atletica e dimestichezza nei dribbling (prova spesso interventi in tackle scivolato).

## Carriera

### Club
Considerato in patria come uno dei giovani di maggiore prospettiva., a dodici anni era stato tesserato dal Boca Juniors, ma a Buenos Aires sentiva la nostalgia dei genitori, che erano rimasti a Carcarañá, una città in provincia di Santa Fe; ciò lo spinse a lasciare la metropoli, avvinandosi ai genitori e giocando per il Villa Bosch.
L'anno seguente si trasferisce al Racing Club, con la cui maglia conquista due titoli giovanili portando la fascia di capitano.
Debutta in prima squadra l'8 novembre 2006 contro il Banfield, partita persa per 3-2. Chiude quella stagione con 14 presenze totali.
Nella stagione 2007-2008 ottiene 30 presenze in campionato, ancora senza reti all'attivo.
Alla vigilia dell'Apertura 2008, a 21 anni, ottiene la fascia di capitano della squadra, divenendo un leader con il passare del tempo. Nella stagione 2008-2009 è sceso in campo 28 volte di cui 26 da titolare, segnando 2 reti: la prima, che è anche la prima della carriera di club, viene realizzata di testa contro l'Arsenal de Sarandí al 35' della partita vinta poi per 4-1, mentre la seconda, nella giornata successiva, viene marcata ancora con un colpo di testa nel pareggio per 2-2 contro il Vélez Sársfield, sbloccando la partita.
Nella stagione 2009-2010 ha giocato 27 partite in campionato, tutte da titolare, segnando anche stavolta 2 gol, prima contro il Lanús (la sua rete ha permesso alla squadra di pareggiare per 1-1) e poi ancora contro il Vélez Sársfield (partita vinta dai suoi per 3-1).
La stagione 2010-2011 inizia in maniera positiva per lui, poiché nella partita del 14 agosto 2010 (2ª giornata di campionato) in casa del Boca Juniors, sua ex squadra, una sua rete ha poi permesso alla sua formazione di vincere per 2-1 espugnando il campo dei rivali dopo sessantun'anni dalla volta precedente; questa impresa gli ha fatto ricevere molti elogi dai giornali argentini. Si è imposto nella squadra in coppia con Franco Zuculini.
Nella stagione 2011-2012 è stato messo fuori rosa poiché ha deciso di non rinnovare il contratto in scadenza.
Il 24 luglio 2012 passa alla società inglese del West Bromwich Albion.
Segna il suo primo goal in Premier League, il 6 ottobre 2013, nel pareggio interno (1-1) al The Hawthorns, contro l'Arsenal.
Il 10 luglio 2015 rinnova con i Baggies il suo contratto fino al giugno 2017. Rimasto svincolato, nel settembre 2018 firma un contratto biennale con il Nottingham Forest società militante in Championship (seconda serie inglese).

### Nazionale
È stato uno dei cinque selezionati per il Campionato mondiale di calcio Under-20 2007 appartenenti al Racing Avellaneda. Di tale manifestazione giocata in Canada è stato un protagonista, realizzando anche un gol nella semifinale vinta per 3-0 contro il Cile.
Il 17 marzo 2011 ha esordito in Nazionale maggiore nell'amichevole vinta per 4-1 sul Venezuela, subentrando a Fabián Rinaudo al 61'. Il 20 aprile seguente, alla seconda apparizione in maglia biancoceleste, realizza la prima rete in Nazionale al 31' di Argentina-Ecuador (2-2); partito titolare, ha lasciato il campo al 43' per far posto a Lucas Viatri.

## Statistiche

### Presenze e reti nei club
Statistiche aggiornate al 15 aprile 2018
| Stagione             | Squadra              | Campionato           | Campionato | Campionato | Coppe nazionali | Coppe nazionali | Coppe nazionali | Coppe continentali | Coppe continentali | Coppe continentali | Altre coppe | Altre coppe | Altre coppe | Totale | Totale |
| Stagione             | Squadra              | Comp                 | Pres       | Reti       | Comp            | Pres            | Reti            | Comp               | Pres               | Reti               | Comp        | Pres        | Reti        | Pres   | Reti   |
| -------------------- | -------------------- | -------------------- | ---------- | ---------- | --------------- | --------------- | --------------- | ------------------ | ------------------ | ------------------ | ----------- | ----------- | ----------- | ------ | ------ |
| 2006-2007            | Racing Club          | PD                   | 14         | 0          | CA              | 0               | 0               | -                  | -                  | -                  | -           | -           | -           | 14     | 0      |
| 2007-2008            | Racing Club          | PD                   | 29         | 0          | CA              | 0               | 0               | -                  | -                  | -                  | -           | -           | -           | 29     | 0      |
| 2008-2009            | Racing Club          | PD                   | 28         | 2          | CA              | 0               | 0               | -                  | -                  | -                  | -           | -           | -           | 28     | 2      |
| 2009-2010            | Racing Club          | PD                   | 27         | 2          | CA              | 0               | 0               | -                  | -                  | -                  | -           | -           | -           | 27     | 2      |
| 2010-2011            | Racing Club          | PD                   | 25         | 2          | CA              | 0               | 0               | -                  | -                  | -                  | -           | -           | -           | 25     | 2      |
| 2011-2012            | Racing Club          | PD                   | 21         | 1          | CA              | 0               | 0               | -                  | -                  | -                  | -           | -           | -           | 21     | 1      |
| Totale Racing Club   | Totale Racing Club   | Totale Racing Club   | 144        | 7          |                 | -               | -               |                    | -                  | -                  |             | -           | -           | 144    | 7      |
| 2012-2013            | West Bromwich        | PL                   | 30         | 0          | FACup+CdL       | 0               | 0               | -                  | -                  | -                  | -           | -           | -           | 30     | 0      |
| 2013-2014            | West Bromwich        | PL                   | 27         | 1          | FACup+CdL       | 1+1             | 0               | -                  | -                  | -                  | -           | -           | -           | 29     | 1      |
| 2014-2015            | West Bromwich        | PL                   | 20         | 0          | FACup+CdL       | 4+2             | 0               | -                  | -                  | -                  | -           | -           | -           | 26     | 0      |
| 2015-2016            | West Bromwich        | PL                   | 34         | 0          | FACup+CdL       | 3+1             | 0               | -                  | -                  | -                  | -           | -           | -           | 38     | 0      |
| 2016-2017            | West Bromwich        | PL                   | 33         | 0          | FACup+CdL       | 1+0             | 0               | -                  | -                  | -                  | -           | -           | -           | 40     | 8      |
| 2017-2018            | West Bromwich        | PL                   | 16         | 0          | FACup+CdL       | 1+1             | 0+1             | -                  | -                  | -                  | -           | -           | -           | 18     | 1      |
| Totale West Bromwich | Totale West Bromwich | Totale West Bromwich | 160        | 1          |                 | 15              | 1               |                    | -                  | -                  |             | -           | -           | 175    | 2      |
| Totale carriera      | Totale carriera      | Totale carriera      | 304        | 8          |                 | 15              | 1               |                    | -                  | -                  |             | -           | -           | 319    | 9      |

### Cronologia presenze e reti in nazionale
| Cronologia completa delle presenze e delle reti in nazionale ― Argentina | Cronologia completa delle presenze e delle reti in nazionale ― Argentina | Cronologia completa delle presenze e delle reti in nazionale ― Argentina | Cronologia completa delle presenze e delle reti in nazionale ― Argentina | Cronologia completa delle presenze e delle reti in nazionale ― Argentina | Cronologia completa delle presenze e delle reti in nazionale ― Argentina | Cronologia completa delle presenze e delle reti in nazionale ― Argentina | Cronologia completa delle presenze e delle reti in nazionale ― Argentina |
| Data                                                                     | Città                                                                    | In casa                                                                  | Risultato                                                                | Ospiti                                                                   | Competizione                                                             | Reti                                                                     | Note                                                                     |
| ------------------------------------------------------------------------ | ------------------------------------------------------------------------ | ------------------------------------------------------------------------ | ------------------------------------------------------------------------ | ------------------------------------------------------------------------ | ------------------------------------------------------------------------ | ------------------------------------------------------------------------ | ------------------------------------------------------------------------ |
| 16-3-2011                                                                | San Juan                                                                 | Argentina                                                                | 4 – 1                                                                    | Venezuela                                                                | Amichevole                                                               | -                                                                        | 61’                                                                      |
| 20-4-2011                                                                | Mar del Plata                                                            | Argentina                                                                | 2 – 2                                                                    | Ecuador                                                                  | Amichevole                                                               | 1                                                                        | 43’                                                                      |
| Totale                                                                   |                                                                          | Presenze                                                                 | 2                                                                        |                                                                          | Reti                                                                     | 1                                                                        |                                                                          |

## Palmarès

### Nazionale
- Campionato mondiale Under-20: 1

Canada 2007